# Пажневічки
Пажневі́чки (пол. Parzniewiczki) — село в Польщі, у гміні Воля-Кшиштопорська Пйотрковського повіту Лодзинського воєводства.
Населення — 119 осіб (2011).
У 1975—1998 роках село належало до Пйотрковського воєводства.

## Демографія
Демографічна структура станом на 31 березня 2011 року:
|          | Загалом | Допрацездатний вік | Працездатний вік | Постпрацездатний вік |
| -------- | ------- | ------------------ | ---------------- | -------------------- |
| Чоловіки | 51      | 15                 | 30               | 6                    |
| Жінки    | 68      | 18                 | 32               | 18                   |
| Разом    | 119     | 33                 | 62               | 24                   |